# ん
ん en hiragana, o ン en katakana (transliterado n), es uno de los kanas japoneses, que representa a una mora. Es el único kana cuyo sonido termina en consonante. Existe una versión más delgada del ン: ﾝ
| Form                   | Rōmaji | Hiragana | Katakana |
| ---------------------- | ------ | -------- | -------- |
| Normal w- (ん行 n-gyō) | n      | ん       | ン       |

Este kana es único en varios aspectos; nunca puede empezar una palabra japonesa normal (pero puede empezar una palabra extranjera; por ejemplo, "Ngorongoro" se transcribe como "ンゴロンゴロ").   
El kana se sigue por un apóstrofo en algunos sistemas de romanización siempre que preceda una vocal o un n- o y-, como la palabra Man'yōshū (万葉集?), para prevenir la confusión con otro kana. La pronunciación puede cambiar también dependiendo de qué sonidos lo rodean:  
- /ŋ/ (antes de /k/, /ɡ/ o /m/)
- /m/ (antes /b/ o /p/)
- /n/ (antes /d/, /n/, o /t/)
- /ũ./ (entre /a/ y /o/ o antes /s/)
- /ĩ./ (entre /i/ y /o/)
- /ɴ/ (al final de una pronunciación)

## Escritura
| Escritura de ん | Escritura de ン |

- El carácter ん tiene un solo trazo, empezando por una línea diagonal descendente de derecha a izquierda. Luego una pequeña curva hacia la derecha, y finaliza con una curva semejante a una "u" .

- El carácter ン se escribe con dos trazos:

1. Trazo diagonal descendente que forma un ángulo de unos 60° respecto de la vertical.
2. Trazo curvo que empieza en la parte izquierda del carácter y va hacia arriba a la derecha.

Es importante no confundir este carácter con ソ (so), ya que la inclinación del primer trazo y la posición inicial del segundo son distintas. También es similar (aunque menos) a los katakana シ (shi) y ツ (tsu).

## Otras representaciones
- Sistema Braille:
| －－ －● ●● |
- Alfabeto fonético: 「おしまいのン」 ("oshimainon")
- Código Morse: ・－・－・

- Datos: Q40818
- Multimedia: ん / Q40818